# Raphinha
Raphael Dias Belloli (Porto Alegre, 14 december 1996) – beter bekend als Raphinha – is een Braziliaans-Italiaans voetballer die doorgaans speelt als linksbuiten. In juli 2022 verruilde hij Leeds United voor FC Barcelona. Raphinha maakte in 2021 zijn debuut in het Braziliaans voetbalelftal.

## Clubcarrière
Raphinha speelde in de jeugd van Avaí. In februari 2016 verkaste de middenvelder naar Vitória Guimarães waarmee hij ging spelen in de Primeira Liga. Zijn debuut in de hoofdmacht van de Portugezen maakte de vleugelspeler op 13 maart 2016 toen in eigen huis met 0–1 verloren van Paços de Ferreira door een goal van Fábio Cardoso. Raphinha mocht van coach Sérgio Conceição zeventien minuten voor het einde van de wedstrijd invallen voor Licá. Zijn eerste doelpunt volgde op 20 augustus van datzelfde jaar, op bezoek bij Marítimo Funchal. Na negentien minuten opende de Braziliaan de score en tien minuten later tekende Moussa Marega al voor de eindstand: 0–2. In het seizoen 2017/18 debuteerde hij met Vitória in Europees verband. Hij speelde alle zes wedstrijden mee in de groepsfase van de UEFA Europa League.
Na dat seizoen, waarin Raphinha tot vijftien competitietreffers wist te komen, trok Sporting CP hem aan voor circa zesenhalf miljoen euro. Bij zijn nieuwe club zette de Braziliaan zijn handtekening onder een verbintenis voor de duur van vijf seizoenen. Een jaar later verkaste hij naar Stade Rennais. Bij deze club speelde hij ook maar een seizoen, want in oktober 2020 werd hij voor een bedrag van circa negentien miljoen euro overgenomen door Leeds United. Bij Leeds was hij goed voor zes competitiedoelpunten in zijn eerste seizoen en de jaargang erop maakte hij er elf.
In juli 2022 werd hij door FC Barcelona aangetrokken voor een bedrag van circa achtenvijftig miljoen euro. Hij tekende voor vijf seizoenen in Spanje en werd op 15 juli 2022 officieel gepresenteerd. In zijn eerste twee seizoenen was hij goed voor overwegend een basisplaats, maar in de jaargang 2024/25 beleefde hij zijn meest productieve seizoen tot dan toe. In de Primera División maakte hij achttien doelpunten, in de bekertoernooien drie en in de UEFA Champions League dertien. Zijn contract werd in mei 2025 opengebroken en met een jaar verlengd, tot medio 2028.

## Clubstatistieken
| Seizoen | Club              | Competitie       | Competitie | Competitie | Beker | Beker | Internationaal | Internationaal | Totaal | Totaal |
| Seizoen | Club              | Competitie       | Wed.       | Dlp.       | Wed.  | Dlp.  | Wed.           | Dlp.           | Wed.   | Dlp.   |
| ------- | ----------------- | ---------------- | ---------- | ---------- | ----- | ----- | -------------- | -------------- | ------ | ------ |
| 2015/16 | Vitória Guimarães | Primeira Liga    | 1          | 0          | 0     | 0     | —              | —              | 1      | 0      |
| 2016/17 | Vitória Guimarães | Primeira Liga    | 32         | 4          | 8     | 0     | —              | —              | 40     | 4      |
| 2017/18 | Vitória Guimarães | Primeira Liga    | 32         | 15         | 4     | 2     | 6              | 0              | 42     | 17     |
| 2018/19 | Sporting CP       | Primeira Liga    | 24         | 4          | 8     | 2     | 4              | 1              | 36     | 7      |
| 2019/20 | Sporting CP       | Primeira Liga    | 4          | 2          | 0     | 0     | 0              | 0              | 4      | 2      |
| 2019/20 | Stade Rennais     | Ligue 1          | 22         | 5          | 4     | 2     | 4              | 0              | 30     | 7      |
| 2020/21 | Stade Rennais     | Ligue 1          | 6          | 1          | 0     | 0     | 0              | 0              | 6      | 1      |
| 2020/21 | Leeds United      | Premier League   | 30         | 6          | 1     | 0     | —              | —              | 31     | 6      |
| 2021/22 | Leeds United      | Premier League   | 35         | 11         | 1     | 0     | —              | —              | 36     | 11     |
| 2022/23 | FC Barcelona      | Primera División | 36         | 7          | 7     | 2     | 7              | 1              | 50     | 10     |
| 2023/24 | FC Barcelona      | Primera División | 28         | 6          | 2     | 1     | 7              | 3              | 37     | 10     |
| 2024/25 | FC Barcelona      | Primera División | 35         | 18         | 7     | 3     | 14             | 13             | 56     | 34     |
| Totaal  | Totaal            | Totaal           | 285        | 79         | 44    | 13    | 42             | 18             | 371    | 110    |

Bijgewerkt op 23 mei 2025.

## Interlandcarrière
Raphinha speelde zijn eerste duel in het Braziliaans voetbalelftal op 7 oktober 2021. Op die dag werd een kwalificatiewedstrijd voor het WK 2022 gespeeld tegen Venezuela in het Estadio Olímpico de la UCV in Caracas. Eric Ramírez opende namens dat land de score in de eerste helft. Raphinha, die op de reservebank had moeten beginnen van bondscoach Tite, viel in de rust in voor Everton Ribeiro. Hierna gaf hij de assist op de gelijkmaker van Marquinhos en na een benutte strafschop van Gabriel Barbosa gaf hij opnieuw een assist op de beslissende 1–3 van mededebutant Antony (Ajax). Tijdens zijn derde interlandoptreden, precies een week later, kwam hij voor het eerst tot scoren. In de eigen Arena Amazônia in Manaus werd gespeeld tegen Uruguay. Na een doelpunt van Neymar verdubbelde Raphinha na achttien minuten de voorsprong en dertien minuten na rust was de vleugelspeler opnieuw trefzeker. Na een tegendoelpunt van Luis Suárez besliste Gabriel Barbosa de uitslag op 4–1.
In november 2022 werd Raphinha door Tite opgenomen in de selectie van Brazilië voor het WK 2022. Tijdens dit WK werd Brazilië door Kroatië uitgeschakeld in de kwartfinales nadat in de groepsfase gewonnen was van Servië en Zwitserland en verloren van Kameroen en in de achtste finales Zuid-Korea was uitgeschakeld. Raphinha kwam in alle vijf duels in actie. Zijn toenmalige clubgenoten Memphis Depay, Frenkie de Jong (beiden Nederland), Robert Lewandowski (Polen), Andreas Christensen (Denemarken), Jules Koundé, Ousmane Dembélé (beiden Frankrijk), Marc-André ter Stegen (Duitsland), Eric García, Sergio Busquets, Gavi, Ferran Torres, Alejandro Baldé, Jordi Alba, Ansu Fati, Pedri (allen Spanje) en Ronald Araújo (Uruguay) waren ook actief op het toernooi.
Bondscoach Dorival Júnior nam Raphinha in mei 2024 op in zijn selectie voor de Copa América 2024. Brazilië overleefde de groepsfase na gelijke spelen tegen Costa Rica (0–0) en Colombia (1–1) en een zege op Paraguay (1–4), waarna Uruguay in de kwartfinales te sterk was na het nemen van strafschoppen: 4–2 na een initiële 0–0. Raphinha kwam in alle duels in actie en scoorde tegen Colombia. Zijn toenmalige clubgenoten Ronald Araújo (Uruguay) en Jaume Cuéllar (Bolivia) waren ook actief op het toernooi.
| Interlands van Raphinha voor Brazilië | Interlands van Raphinha voor Brazilië | Interlands van Raphinha voor Brazilië | Interlands van Raphinha voor Brazilië | Interlands van Raphinha voor Brazilië | Interlands van Raphinha voor Brazilië | Interlands van Raphinha voor Brazilië |
| №                                     | Datum                                 | Wedstrijd                             | Uitslag                               | Competitie                            | Goals                                 |                                       |
| Als speler bij Leeds United           | Als speler bij Leeds United           | Als speler bij Leeds United           | Als speler bij Leeds United           | Als speler bij Leeds United           | Als speler bij Leeds United           | Als speler bij Leeds United           |
| ------------------------------------- | ------------------------------------- | ------------------------------------- | ------------------------------------- | ------------------------------------- | ------------------------------------- | ------------------------------------- |
| 1                                     | 7 oktober 2021                        | Venezuela – Brazilië                  | 1 – 3                                 | WK 2022 kwalificatie                  |                                       |                                       |
| 2                                     | 10 oktober 2021                       | Colombia – Brazilië                   | 0 – 0                                 | WK 2022 kwalificatie                  |                                       |                                       |
| 3                                     | 14 oktober 2021                       | Brazilië – Uruguay                    | 4 – 1                                 | WK 2022 kwalificatie                  | 18', 58'                              |                                       |
| 4                                     | 11 november 2021                      | Brazilië – Colombia                   | 1 – 0                                 | WK 2022 kwalificatie                  |                                       |                                       |
| 5                                     | 16 november 2021                      | Argentinië – Brazilië                 | 0 – 0                                 | WK 2022 kwalificatie                  |                                       |                                       |
| 6                                     | 27 januari 2022                       | Ecuador – Brazilië                    | 1 – 1                                 | WK 2022 kwalificatie                  |                                       |                                       |
| 7                                     | 1 februari 2022                       | Brazilië – Paraguay                   | 4 – 0                                 | WK 2022 kwalificatie                  | 28'                                   |                                       |
| 8                                     | 2 juni 2022                           | Zuid-Korea – Brazilië                 | 1 – 5                                 | Vriendschappelijk                     |                                       |                                       |
| 9                                     | 6 juni 2022                           | Japan – Brazilië                      | 0 – 1                                 | Vriendschappelijk                     |                                       |                                       |
| Als speler bij FC Barcelona           |                                       |                                       |                                       |                                       |                                       |                                       |
| 10                                    | 23 september 2022                     | Brazilië – Ghana                      | 3 – 0                                 | Vriendschappelijk                     |                                       |                                       |
| 11                                    | 27 september 2022                     | Brazilië – Tunesië                    | 5 – 1                                 | Vriendschappelijk                     | 11', 40'                              |                                       |
| 12                                    | 24 november 2022                      | Brazilië – Servië                     | 2 – 0                                 | WK 2022                               |                                       |                                       |
| 13                                    | 28 november 2022                      | Brazilië – Zwitserland                | 1 – 0                                 | WK 2022                               |                                       |                                       |
| 14                                    | 2 december 2022                       | Kameroen – Brazilië                   | 1 – 0                                 | WK 2022                               |                                       |                                       |
| 15                                    | 5 december 2022                       | Brazilië – Zuid-Korea                 | 4 – 1                                 | WK 2022                               |                                       |                                       |
| 16                                    | 9 december 2022                       | Kroatië – Brazilië                    | 1 – 1 (4 – 2 n.s.)                    | WK 2022                               |                                       |                                       |
| 17                                    | 8 september 2023                      | Brazilië – Bolivia                    | 5 – 1                                 | WK 2026 kwalificatie                  | 47'                                   |                                       |
| 18                                    | 13 september 2023                     | Peru – Brazilië                       | 0 – 1                                 | WK 2026 kwalificatie                  | 28'                                   |                                       |
| 19                                    | 16 november 2023                      | Colombia – Brazilië                   | 2 – 1                                 | WK 2026 kwalificatie                  |                                       |                                       |
| 20                                    | 21 november 2023                      | Brazilië – Argentinië                 | 0 – 1                                 | WK 2026 kwalificatie                  |                                       |                                       |
| 21                                    | 23 maart 2024                         | Engeland – Brazilië                   | 0 – 1                                 | Vriendschappelijk                     |                                       |                                       |
| 22                                    | 26 maart 2024                         | Spanje – Brazilië                     | 3 – 3                                 | Vriendschappelijk                     |                                       |                                       |
| 23                                    | 12 juni 2024                          | Verenigde Staten – Brazilië           | 1 – 1                                 | Vriendschappelijk                     |                                       |                                       |
| 24                                    | 25 juni 2024                          | Brazilië – Costa Rica                 | 0 – 0                                 | Copa América 2024                     |                                       |                                       |
| 25                                    | 28 juni 2024                          | Paraguay – Brazilië                   | 1 – 4                                 | Copa América 2024                     |                                       |                                       |
| 26                                    | 2 juli 2024                           | Brazilië – Colombia                   | 1 – 1                                 | Copa América 2024                     | 12'                                   |                                       |
| 27                                    | 6 juli 2024                           | Uruguay – Brazilië                    | 0 – 0 (4 – 2 n.s.)                    | Copa América 2024                     |                                       |                                       |
| 28                                    | 10 oktober 2024                       | Chili – Brazilië                      | 1 – 2                                 | WK 2026 kwalificatie                  |                                       |                                       |
| 29                                    | 15 oktober 2024                       | Brazilië – Peru                       | 4 – 0                                 | WK 2026 kwalificatie                  | 38' (pen.), 54' (pen.)                |                                       |
| 30                                    | 14 november 2024                      | Venezuela – Brazilië                  | 1 – 1                                 | WK 2026 kwalificatie                  | 43'                                   |                                       |
| 31                                    | 19 november 2024                      | Brazilië – Uruguay                    | 1 – 1                                 | WK 2026 kwalificatie                  |                                       |                                       |
| 32                                    | 20 maart 2025                         | Brazilië – Colombia                   | 2 – 1                                 | WK 2026 kwalificatie                  | 6' (pen.)                             |                                       |
| 33                                    | 25 maart 2025                         | Argentinië – Brazilië                 | 4 – 1                                 | WK 2026 kwalificatie                  |                                       |                                       |

Bijgewerkt op 23 mei 2025.

## Erelijst
| Competitie          |             |                  |             |             |
| Competitie          | Aantal      | Jaren            |             |             |
| Sporting CP         | Sporting CP | Sporting CP      | Sporting CP | Sporting CP |
| ------------------- | ----------- | ---------------- | ----------- | ----------- |
| Taça de Portugal    | 1           | 2018/19          |             |             |
| Taça da Liga        | 1           | 2018/19          |             |             |
| FC Barcelona        |             |                  |             |             |
| Primera División    | 2           | 2022/23, 2024/25 |             |             |
| Copa del Rey        | 1           | 2024/25          |             |             |
| Supercopa de España | 2           | 2022/23, 2024/25 |             |             |